# Diosas de Plata
Las Diosas de Plata es un premio cinematográfico anual otorgado a lo mejor del cine mexicano por Periodistas Cinematográficos de México (PECIME). Su primera entrega se llevó a cabo 8 de marzo de 1963.

## Historia
Su origen se remonta a 1961. En París “México Cinema”, el periodista Benjamín Ortega, padre del periodista Guillermo Ortega Ruiz, instituyó el Xochiquetzal o Xochipilli, como estímulo a los trabajos más sobresalientes en las diversas especialidades dentro del quehacer fílmico.
Pero en 1962, ante la imposibilidad de patrocinar anualmente la entrega, Ortega cedió la estatuilla a Periodistas Cinematográficos de México (Pecime), cuyos socios determinaron estilizar la figura inicialmente de sexo masculino y cambiarle el nombre. El penacho y la túnica dictaron el de Diosa de Plata, además de que entonces se bañaban con oro.
Amalgama de figuras de la mitología azteca, el premio representa al dios de la creación, la fecundidad, las artes, la sabiduría y la perseverancia; de ahí los elementos que la componen: la espiga, la tortuga sobre la que se asienta la esfinge (símbolo de sabiduría), la serpiente y el penacho.
Para garantizar la continuidad de su entrega, los socios plantearon la posibilidad de que cada escultura llevara el nombre de una celebridad dispuesta a cubrir su costo.
Gabriel Figueroa, Luis Buñuel, Mario Moreno Cantinflas y María Félix aceptaron el trato, pero, en la asamblea celebrada el 13 de junio de 1962, el comité directivo decidió absorber los gastos de producción como ocurre hasta la fecha.
La primera entrega de Diosas de Plata quedó registrada el 8 de marzo de 1963 en el Hotel María Isabel. Tlayucan (1961), cinta de Luis Alcoriza, producida por Matouk, S.A., fue la primera en obtenerla.
Al paso del tiempo, la presea elaborada en bronce y bañada en plata se ha consolidado en una de las más preciadas e importantes en el ámbito fílmico internacional.
Para fortalecer el prestigio de la misma, la agrupación ha determinado en diversas etapas de su historia asignarle, de manera permanente o temporal, el nombre de grandes figuras como reconocimiento a su trayectoria.
Luminarias mexicanas como Jacqueline Andere, María Félix, Dolores del Río, Fernando Soler, Katy Jurado, Pina Pellicer, Ricardo Montalbán, Sara García, Tito Guízar, Silvia Pinal, Daniela Romo, Mario Moreno Cantinflas,Diana Bracho, Lupita Tovar, María Elena Marqués, Gloria Marín, Carmen Montejo, Julio Lucena, Lucía Méndez, Ana Brenda Contreras y Salma Hayek, entre muchas otras celebridades del cine han recibido la Diosa de Plata, al igual que connotados directores y técnicos como Gabriel Figueroa, Alex Phillips, Miguel Zacarías, Emilio “Indio” Fernández, Roberto Gavaldón, Ismael Rodríguez, Raúl de Anda, Luis Alcoriza, José Estrada y Alfonso Arau.
Personalidades del cine mundial, como Federico Fellini, Marcello Mastroianni, Michelangelo Antonioni, Katharine Hepburn, Luchino Visconti, Stanley Kubrick, Robert Wise, Jerome Robbins, Rex Harrison, Emmanuelle Riva, Alain Cavalier, Terence Stamp, Julie Christie, Gillo Pontecorvo, Dirk Bogarde, Miguel Littín, Bernardo Bertolucci, Pedro Almodóvar y James Cameron, también han sido distinguidos con La Diosa de Plata.

## Consejo Directivo
2002 - 2014
- Presidente: Alejandro Vázquez Cruz
- Vicepresidente: Mauricio Peña Flores
- Secretario Tesorero: Agustín Pérez Gutiérrez "Gurezpe"
- Secretario de Organización: Mónica Beltran Pérez Tagle
- Secretario de Actas: Oscar Díaz Rodríguez
- Secretario de Previsión Social: Roberto Aparicio Ponce
- Secretario de Relaciones Públicas: Sally De Perete
- Consejo de Votación: Alejandro Salazar Hernández

## Candidaturas
- Mejor película
- Mejor director
- Mejor actor
- Mejor Actriz
- Mejor co-actuación masculina
- Mejor co-actuación femenina
- Mejor revelación masculina
- Mejor revelación femenina
- Papel de cuadro masculino
- Papel de cuadro femenino
- Mejor ópera prima
- Mejor fotografía
- Mejor edición
- Mejor guion
- Mejor música de fondo
- Mejor cortometraje
- Mejor cortometraje animado
- Mejor película animada
- Mejor actuación infantil
- Diosa de Plata por Trayectoria artística

## El Trofeo

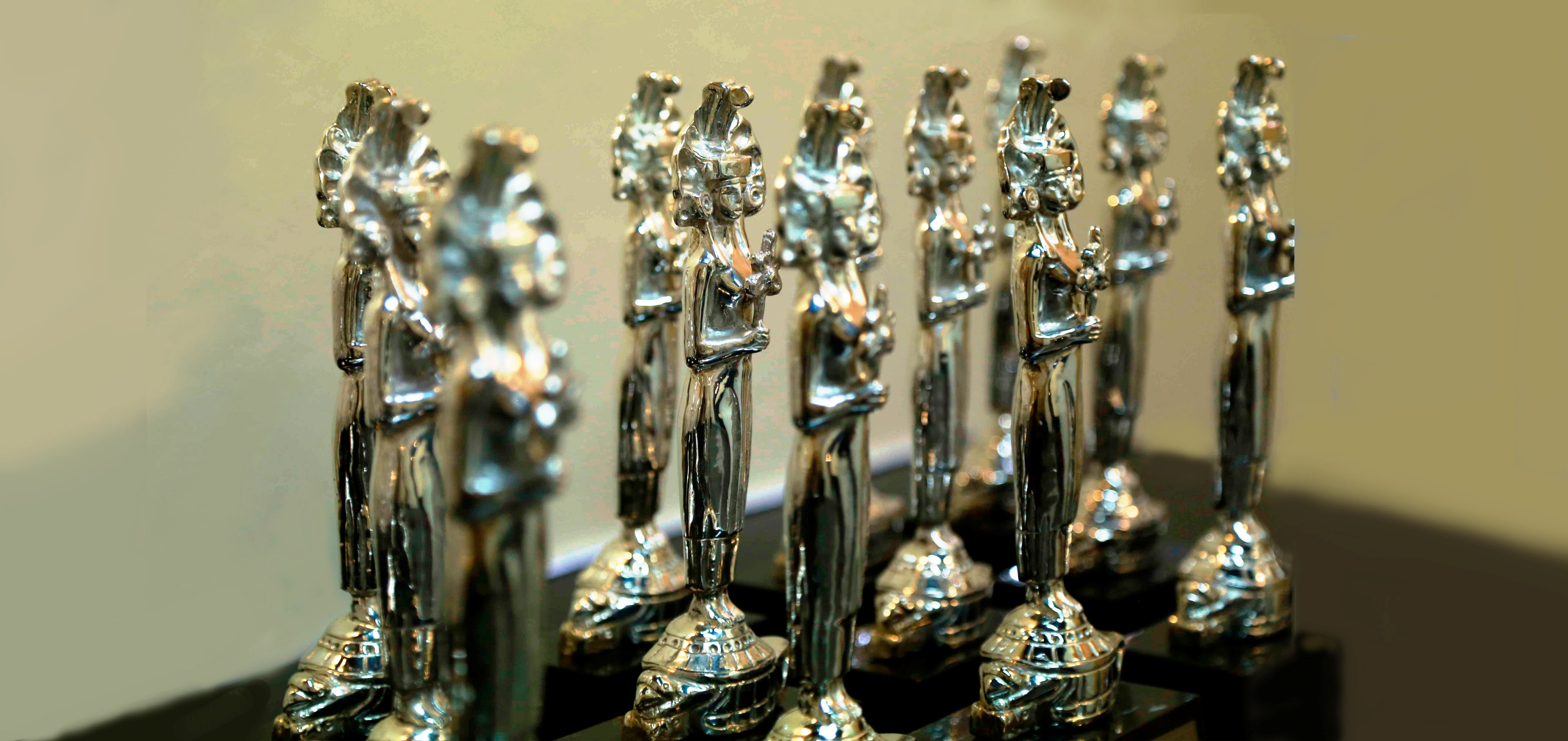
Estatuas del Trofeo de Las Diosas de Plata

D´Argenta, empresa que cuenta con 42 años de experiencia en la elaboración de piezas de arte en metales preciosos, fueron encargados con la tarea de fabricar las estatuillas en plata. El proceso de fabricación manual requiere de tiempo suficiente a fin de que cada pieza sea creada y revisada minuciosamente para así garantizar que las Diosas de Plata luzcan en perfectas condiciones para la entrega del galardón. Las diosas están elaboradas en cobre y terminadas en plata, recubierta con un barniz especial que le permite a la figura mantener el brillo y evita que al paso de tiempo se ponga negra a causa de la oxidación de la plata. Esta obra de artefue concebida de la creatividad del fallecido artista Federico Canessi (1906-1977), quien la concibió especialmente para PECIME.
La Diosa de Plata amalgama distintos símbolos de la mitología azteca. La figura representa al Dios de la Creación, al de la Fecundidad, al de las Artes, al de la Sabiduría y al de la Perseverancia, de ahí los elementos que la componen: La espiga, la tortuga sobre la que se asienta la efigie, la serpiente y el penacho.